# Mathew Knowles & Music World Present Vol.1: Love Destiny
Mathew Knowles & Music World Present Vol.1: Love Destiny è un album di raccolta del girl group statunitense Destiny's Child, pubblicato nel 2008 solo in Giappone.

## Il disco
Nel disco sono presenti non solo brani delle Destiny's Child, ma anche brani da solista delle tre componenti del gruppo, ossia Beyoncé Knowles, Kelly Rowland e Michelle Williams. Inoltre vi sono brani di Solange Knowles, sorella di Beyoncé.

## Tracce
1. Crazy in Love (featuring Jay-Z) – 3:58 – Beyoncé
2. Dilemma (featuring Kelly Rowland) – 4:51 – Nelly
3. Lose My Breath – 4:03 – Destiny's Child
4. Honesty – 3:46 – Beyoncé
5. I Decided – 4:17 – Solange
6. Déjà Vu (featuring Jay-Z) – 4:03 – Beyoncé
7. Itoldyaso – 4:01 – Solange
8. Like This (featuring Eve) – 3:38 – Kelly Rowland
9. Independent Women (Part 1) – 3:42 – Destiny's Child
10. We Break the Dawn (DJ Montay Remix) (featuring Flo Rida) – 4:07 – Michelle Williams
11. Work (Freemasons Radio Edit) – 3:13 – Kelly Rowland
12. Hello Heartbreak – 4:09 – Michelle Williams
13. Survivor – 3:51 – Destiny's Child
14. Daylight (Travis McCoy of Gym Class Heroes) – 3:31 – Kelly Rowland
15. Say My Name – 4:02 – Destiny's Child
16. Irreplaceable – 3:49 – Beyoncé
17. Check on It (featuring Bun B & Slim Thug) – 3:33 – Beyoncé
18. Listen – 3:41 – Beyoncé

Bonus tracks
1. This My Song – 3:46 – Lady Lux
2. Midnight Train (featuring Shota Shimizu) – 3:20 – Lyfe Jennings